# شهرستان دوه موگیلی
شهرستان دوه موگیلی (به بلغاری: Dve Mogili Municipality) یک شهرستان در بلغارستان است که در استان روسه واقع شده‌است. شهرستان دوه موگیلی ۳۴۵ کیلومتر مربع مساحت و ۱۰٬۳۴۱ نفر جمعیت دارد.